# 安西慎太郎
安西 慎太郎（あんざい しんたろう、1993年12月16日 - ）は、日本の俳優。元スペースクラフト所属、2021年8月からG-STAR.PRO所属。神奈川県出身。クラーク記念国際高等学校パフォーマンスコース卒業。愛称は「しんた」。

## 人物
- 高校三年生の時に映画「ギルバート・グレイプ」を観てレオナルド・ディカプリオの演技に衝撃を受け、役者を志す。[1]
- 特技は野球、殺陣。趣味はダンス、映画鑑賞。
- クラーク記念国際高等学校のパフォーマンスコースを卒業している[2]
- 尊敬している俳優はディカプリオの他に内野聖陽、クリスチャン・ベール、ケビン・スペイシーを挙げてる。[3][4]
- ウィリアム・シェイクスピアの作品を読破している。中でも一番好きなのは「オセロ」と「ハムレット」。[5]
- いわゆる“画伯”である。[6][7]
- 2018年11月20日、スペースクラフトを退所。その後、フリーで活動。
- 2021年8月28日、ジースター・プロ所属を発表。[8]
- 2023年6月23日、「真夜中のキッス」で映画初出演。同年12月23日、「母と牛と」で映画初主演を果たす。

## 出演

### 舞台
- コーパス・クリスティ 聖骸（2012年9月7日 - 17日、青山円形劇場）
- WBB vol.4　川崎ガリバー（2013年4月20日 - 28日、青山円形劇場） - ライチ 役
- 合唱ブラボー! 〜ブラボー大作戦〜（2013年6月6日 - 16日、CBGKシブゲキ!!） - 笹本怜次 役
- Try・Angle―三人の演出家の視点―Vol.2　エドワード二世（2013年10月8日 - 27日、新国立劇場 小劇場） - 王子エドワード 役
- ミュージカル『テニスの王子様』2ndシーズン - 白石蔵ノ介 役
  - 青学vs四天宝寺（2013年12月19日 - 2014年3月2日、日本青年館 他）
  - 全国大会 青学vs立海（2014年7月12日 - 9月28日、TOKYO DOME CITY HALL 他）
- 聖☆明治座・るの祭典〜あんまりカブると怒られちゃうよ〜（2014年12月19日 - 27日、明治座 / 梅田芸術劇場メインホール） - 石田三成 役
- 舞台版「心霊探偵八雲 祈りの柩」（2015年2月11日 - 3月1日、新国立劇場 小劇場 / ABCホール） - 宇都木賢人 役
- ドン・ドラキュラ（2015年4月9日 - 14日、AiiA 2.5 Theater Tokyo） - カケル 役
- 舞台「戦国無双」 - 真田幸村 役
  - 関ヶ原の章（2015年5月2日 - 7日、シアター1010） - 主演
  - 四国遠征の章（2016年6月29日 - 7月4日、AiiA 2.5 Theater Tokyo） - 声の出演
- 滝口炎上（2015年5月29日・30日、明治座） - 天草四郎 役
- 舞台『K』シリーズ - 伏見猿比古 役
  - 第二章-AROUSAL OF KING-（2015年8月5日 - 22日、AiiA 2.5 Theater Tokyo / メルパルク大阪）
  - K-Lost Small World-（2016年7月22日 - 31日、AiiA 2.5 Theater Tokyo / 京都劇場） -  主演 [9]
- 武士白虎 もののふ白き虎 -幕末、「誠」に憧れ、白虎と呼ばれた若者達-（2015年9月17日 - 10月4日、天王洲 銀河劇場 / アートピアホール / シアター・ドラマシティ） - 主演 飯沼貞吉 役
- 晦日明治座納め・る祭（2015年12月29日 - 31日、明治座 / 2016年1月16日、梅田芸術劇場メインホール） - 綿麻呂 役
- 僕のリヴァ・る（2016年2月18日 - 21日、新国立劇場 小劇場） - 主演 タロウ / テオドール / ジェロニモ 役
- アルカディア（2016年4月6日 - 5月8日、Bunkamuraシアターコクーン / 森ノ宮ピロティホール） - ガス・カヴァリー / オーガスタス・カヴァリー 役
- DisGOONie Presents　Vol.3「Sin of Sleeping Snow」（2016年6月9日 - 12日、Zeppブルーシアター六本木） - 武田勝頼 役
- CATP×DDD　『喜びの歌』（2016年8月24日 - 28日、DDD AOYAMA CROSS THEATER） - イケダ 役
- 幽霊（2016年9月29日 - 10月14日、紀伊國屋ホール / 兵庫県立芸術文化センター 阪急中ホール） - オスヴァル 役[10]
- 舞台 幸福な職場（2017年1月26日 - 29日、世田谷パブリックシアター）- 主演 大森泰弘 役
- スーツの男たち（2017年3月18日 - 4月2日、アトリエファンファーレ高円寺） - マックス 役
- 男水!（2017年5月11日 - 28日、シアター1010 / 森ノ宮ピロティホール） - 藤川礼央 役
- SHATNER of WONDER #6 「遠い夏のゴッホ」（2017年7月14日 - 30日、天王洲 銀河劇場 / 森ノ宮ピロティホール） - 主演 ゴッホ 役
- 舞台「四月は君の嘘」（2017年8月24日 - 9月10日、AiiA 2.5 Theater Tokyo / 梅田芸術劇場 シアター・ドラマシティ）- 主演 有馬公生 役
- ローゼンクランツとギルデンスターンは死んだ（2017年10月30日 - 11月26日、世田谷パブリックシアター） - オフィーリア / ホレーシオ 役
- ゆく年く・る年冬の陣　師走明治座時代劇祭（2017年12月28日 - 31日、明治座 / 2018年1月13日、梅田芸術劇場メインホール） - 主演 片倉重長 役
- 舞台「野球」飛行機雲のホームラン（2018年7月27日 - 8月26日、サンシャイン劇場 / 梅田芸術劇場 シアター・ドラマシティ） - 主演 穂積均 役
- RE:VOLVER（2018年10月18日 - 28日、シアター1010 / サンケイホールブリーゼ） - 阿羅来 役
- DisGOONie「PHANTOM WORDS」（2019年3月15日 - 24日、ヒューリックホール東京）- 蕭何 役[11]
- TRUMPシリーズ『COCOON 月の翳り星ひとつ』（2019年5月11日 - 6月15日、サンシャイン劇場 / サンケイホールブリーゼ） - アンジェリコ・フラ 役
- 絢爛とか爛漫とか（2019年8月20日 - 9月13日、DDD青山クロスシアター） - 主演 古賀大介 役
- 崩壊シリーズ『派』（2019年10月18日 - 11月24日、俳優座劇場 他） - 馬倉阿嵐 役
- 明治座の変～麒麟にの・る～（2019年12月28日 - 31日、明治座） - 主演 織田信長 役
- 安西慎太郎一人舞台「カプティウス」（2020年2月18日 - 23日、高田馬場ラビネスト）
- エンゲキノマド「フェイス」（2020年6月23日 - 29日、オンライン公演）- 瀬尾一樹 役[12]
- DisGOONieS[饗宴「Führer（フューラー）」]（2020年10月21日 - 11月1日、GINTO ZOE銀座）
- チャオ！明治座祭10周年記念特別公演『忠臣蔵討入・る祭』（2020年12月28日 - 31日、明治座） - 浅野内匠頭長矩 役（体調不良のため降板）
- DisGOONie「GHOST WRITER」（2021年1月22日 - 24日、COOL JAPAN PARK OSAKA TTホール / 1月29日 - 2月7日、EX THEATER ROPPONGI）
- 舞台「デュラララ!!」～円首方足の章～（2021年8月1日 - 22日、日本青年館ホール / 名古屋文理大学文化フォーラム 大ホール / COOL JAPAN PARK OSAKA WWホール） - 岸谷新羅 役[13]
- 少年社中第38回公演「DROP」（2021年9月2日 - 12日、紀伊國屋ホール）-  (Team Humpty) BOWL 役[14]
- シン る・ひま オリジナ・る ミュージカ・る『明治座で逆風に帆を張・る!!』（2021年12月28日・31日、明治座） - 第二部日替わりゲスト[15]
- 演劇の毛利さん －The Entertainment Theater Vol.1「天使は桜に舞い降りて」（2022年1月6日 - 30日、サンシャイン劇場 / 名古屋市公会堂 大ホール / 梅田芸術劇場 シアター・ドラマシティ） - 桜の精 役[16][17]
- 舞台「象」（2022年4月15日 - 17日、KAAT神奈川芸術劇場 大スタジオ） - 主演 松山悠太 役[18][19]
- 東映 ムビ×ステ 舞台「死神遣いの事件帖 -幽明奇譚-」（東京 2022年6月9日 - 19日、ヒューリックホール東京）/  2022年6月23日 - 26日、梅田芸術劇場 シアター・ドラマシティ）-  升屋庄吉郎 役[20]
- 人生が、はじまらない（2022年8月3日 - 7日、新宿シアタートップス）-  主演 福本夏生 役[21]
- 舞台｢ドロシー｣（2022年8月31日 - 9月9日、草月ホール）-  主演ドロシー(アオタカズマ) 役[22]
- NakedHigh「地獄の控室～銀～」（2022年9月16日 - 25日、銀座DisGOONieS）[23]
- はじまりのカーテンコール～your Note～（2022年12月2日 - 11日、六行会ホール） - りょう 役[24]
- 笑う門には福来・る祭 『明治座でどうな・る家康』（2022年12月23日 - 26日、明治座）/（2023年1月8日、梅田芸術劇場メインホール）- 石田三成 役[25]
- シン・るコンサート（2022年12月31日 - 2023年1月1日、梅田芸術劇場シアター・ドラマシティ）- 石田三成 役 他[26]
- 音楽朗読劇「四月は君の嘘」（2023年3月30日公演回、飛行船シアター）- 有馬公生 役[27]
- キ上の空論#18『けむりの肌に』（2023年4月7日 - 16日、CBGKシブゲキ!!） - 主演 茂木蓮司 役[28][29]
- Tie LOVE × DisGOONie 『もういいよ～We tied an endless love～』（2023年5月20日公演回、銀座DisGOONieS）- 天使 役[30][31]
- 舞台「Arcana Shadow（アルカナシャドウ）」（2023年7月1日 - 7月9日、サンシャイン劇場）-  藤原伊周 役[32]
- 劇団時間制作１０周年記念公演「哀を腐せ」（2023年8月17日 - 8月27日、東京芸術劇場 シアターウエスト）-  間宮勝利 役[33][34]
- 方南ぐみ企画公演「あたっくNo.1」（2023年9月22日 - 10月1日、俳優座劇場） - 北吾一 役[35]
- 饗宴「世濁声 (よどみごえ) GOOD MORNING BEAUTIFUL MOUSE」（2023年11月9日 - 11月19日、DisGOONieS）- 企画・演出 小木透 役[36]
- 朗読劇「世界から猫が消えたなら」（2023年12月13日 - 17日、こくみん共済 coop ホール（全労済ホール）/ スペース・ゼロ） - 悪魔 役（2023年12月15日に出演）[37]
- シンる・ひま オリジナ・る ミュージカ・る「ながされ・る君へ～足利尊氏太変記～」 （2023年12月28日 - 31日、明治座） - 12月31日にゲスト出演
- 少年社中 25周年記念ファイナル 第42回公演「テンペスト」（2024年1月6日 - 21日、サンシャイン劇場 / 1月25日 - 28日、梅田芸術劇場シアター・ドラマシティ） - 1月26日、27日にゲスト出演[38][39]
- 時をかけ・る～LOSER～（2024年3月22日 - 24日、新国立劇場 小劇場）- 安西 役 / 安国寺恵瓊 役 / 奉行 役 / 石田三成 役 / 他[40][41]
  - 第２弾（2025年10月公演予定）[42]
- 三人芝居「怪物の息子たち」（2024年5月30日 - 6月9日、よみうり大手町ホール）- 宝田陸久 役 [43]
- KOKAMI@network vol.20「朝日のような夕日をつれて2024」（2024年8月11日 - 9月1日、紀伊國屋ホール / 9月6日 - 8日、サンケイホールブリーゼ）[44] - 研究員=ゴドー1=C 役
- 羽州の狐（2024年10月23日 - 27日、CBGKシブゲキ!!）-  主演 最上義光 役[45][46]
- 演劇【推しの子】2.5次元舞台編（2024年12月13日 - 22日、シアターH / 12月26日 - 29日、梅田芸術劇場シアター・ドラマシティ） - 姫川大輝 役[47]
- MMJプロデュース公演「しばしとてこそ」（2025年2月21日 - 3月2日、新国立劇場 小劇場）- スズキ 役[48]
- 加藤啓アワー「私、鬼になるね」（2025年7月17日 - 21日、浅草 雷5656会館 ときわホール）- 7月18日18:00回 日替わりゲスト[49]
- KOKAMI@network vol.21「サヨナラソング -帰ってきた鶴-」（2025年8月31日 - 9月21日〈予定〉、紀伊國屋ホール / 9月27日・28日〈予定〉、サンケイホールブリーゼ） - 結城慎吾 / 吾作 役[50]

### 映画
- 真夜中のキッス KISS ME AT DEAD OF NIGHT（2023年6月23日公開、STUDIO NAYURA、佐向大監督）- 半田琢磨 役[51][52]
- 母と牛と（2023年12月23日公開、山西竜矢監督） - 多田洋司 役[53][54]
  - Moirai（2025年1月26日公開）※「母と牛と」を含むオムニバス映画

### テレビドラマ
- アリスの棘（2014年4月 - 6月、TBS） - 西門優介（15年前） 役
- 男水!（2017年1月 - 3月、日本テレビ） - 藤川礼央 役

### その他のテレビ番組
- ビットワールド（2013年8月、NHK）
- 植田鳥越 口は〇〇のもとTV Season2（2024年5月、BS11）

### ラジオ
- 特集オーディオドラマ「青き風吹く」（2016年1月2日、NHK FM）
- 宮沢賢治生誕120年企画 劇作家競作シリーズ・賢治の声を探して　その4『ケンタウルと天使の矢』（2016年7月30日、NHK FM）
- 青春アドベンチャー（NHK FM）
  - 「帝冠の恋」（2017年1月 - 2月）- フランツ 役
  - 「月下花伝 時の橋を駆けて」（2018年1月）- 沖田総司 役
- AuDeeラジオドラマ　ひ・るドラ『かたらずの華』（2021年3月6日 - 5月14日、AuDee）- 榊天馬 役[55]

### CM
- ケアリーヴ ケアリーファイヴ篇（2013年、ニチバン）
- 録画テレビREAL「ガチでREALに恋をした」(2018年、YouTube内　ニクいねぇ！チャンネル、三菱電機)

### 書籍
- ミュージカル『テニスの王子様』2nd Season Memories 81smiles
- 安西慎太郎ファースト写真集「安西慎太郎」
- 安西慎太郎セカンド写真集「時間」